# Lista de chefes de Estado da Mauritânia
Esta é a lista dos chefes de Estado e dos presidentes da República Islâmica da Mauritânia desde a sua independência em 28 de novembro de 1960.

## Chefs de Estado da Mauritânia (1961-presente)
| №   | Retrato | Nome                                                   | Mandato                | Mandato                          | Partido      | Eleição             |
| --- | ------- | ------------------------------------------------------ | ---------------------- | -------------------------------- | ------------ | ------------------- |
| 1   |         | Moktar Ould Daddah (1924-2003)                         | 28 de novembro de 1960 | 10 de julho de 1978 (Deposto)    | PRM/PPM      | 1961 1966 1971 1976 |
| 2   |         | Mustafa Ould Salek (1936-2012)                         | 10 de julho de 1978    | 3 de junho de 1979 (Renunciou)   | Militar      | —                   |
| 3   |         | Mohamed Mahmoud Ould Louly (1943-2019)                 | 3 de junho de 1979     | 4 de janeiro de 1980 (Deposto)   | Militar      | —                   |
| 4   |         | Mohamed Khouna Ould Haidalla (n.1940)                  | 4 de janeiro de 1980   | 12 de dezembro de 1984 (Deposto) | Militar      | —                   |
| 5   |         | Maaouya Ould Sid'Ahmed Taya (n.1943)                   | 12 de dezembro de 1984 | 3 de agosto de 2005 (Deposto)    | Militar/PRDS | 1992 1997 2003      |
| 6   |         | Ely Ould Mohamed Vall (1953-2017)                      | 3 de agosto de 2005    | 19 de abril de 2007              | Militar      | —                   |
| 7   |         | Sidi Ould Cheikh Abdallahi (1938-2020)                 | 19 de abril de 2007    | 6 de agosto de 2008 (Deposto)    | Independente | 2007                |
| 8   |         | Mohamed Ould Abdel Aziz (n.1956)                       | 6 de agosto de 2008    | 15 de abril de 2009              | Militar      | —                   |
| -   |         | Ba Mamadou dit Mbaré (Presidente Interino) (1946-2013) | 15 de abril de 2009    | 5 de agosto de 2009              | Independente | —                   |
| (8) |         | Mohamed Ould Abdel Aziz (n.1956)                       | 5 de agosto de 2009    | 1 de agosto de 2019              | UPR          | 2009 2014           |
| 9   |         | Mohamed Ould Ghazouani (n.1956)                        | 1 de agosto de 2019    | Presente                         | UPR          |                     |